# Villa Coëtihuel
La villa Coëtihuel (ou château de Coët-Ihuel,, château de Coëtihuel[réf. souhaitée]) est une maison située à Sarzeau, dans le Morbihan.

## Localisation
La villa est située au lieu-dit Coët-Ihuel, au sud de la route départementale RD780 reliant les bourgs d'Arzon et Sarzeau.

## Histoire
Le site sur lequel est implanté la villa appartient aux seigneurs du Lien au XVIe siècle[réf. souhaitée] qui y font construire un premier manoir.[réf. souhaitée] Celui-ci est détruit durant les années 1870, à l'exception de la chapelle du XVIIe siècle et d'un pavillon de 1830.[réf. souhaitée]
La villa actuelle est construite en 1908 par l'architecte Paul-Joseph Courcoux  pour M. Roussin-Harrington[réf. souhaitée]. Le céramiste Alexandre Bigot et le sculpteur Le Bourgeois ont participé aux décors intérieurs. Elle passe à la famille Massiet du Biest, les actuels propriétaires, en 1935.[réf. souhaitée]
Le monument est inscrit au titre des monuments historiques par arrêté du 29 septembre 2006. Du fait de sa période de construction, il bénéficie également du Label « Patrimoine du XXe siècle ».

## Architecture
Le monument est caractéristiques d'une architecture éclectique, mêlant les influences néo-médiéviste, Art nouveau et régionaliste. La façade principale, orientée au nord, est dissymétrique. Une majorité des décorations, internes et externes, est réalisée en grès flammé.
L'architecture intérieure s'organise autour d'un imposant hall central, duquel s'ouvre une galerie à arcades depuis laquelle se fait l'accès aux chambres.